# The Calculating Stars
The Calculating Stars è un romanzo di fantascienza di Mary Robinette Kowal. È il primo romanzo della serie di Lady Astronaut ed è un prequel del racconto del 2012 The Lady Astronaut of Mars. 
Nel 2019 ha vinto il Premio Hugo per il miglior romanzo, il Premio Nebula per il miglior romanzo, il Premio Locus per il miglior romanzo di fantascienza e il Premio Sidewise per la storia alternativa, nello stesso anno è stato finalista al John W. Campbell Memorial Award.

## Storia editoriale
La traduzione in italiano di Stefano Giorgianni è pubblicata nella collana Oscar Fantastica dalla Mondadori nel 2021.

## Trama
Il romanzo è ambientato nel 1952, quando un meteorite cade sulla Terra nella Baia di Chesapeake, radendo al suolo gran parte della Costa Orientale degli Stati Uniti, inclusa la capitale Washington.
In seguito al disastro, la matematica ed ex pilota della WASP Elma York calcola che i cambiamenti climatici dovuti all'impatto meteoritico renderanno il pianeta inabitabile nel giro di 50 anni. Questa minaccia accelera gli sforzi per colonizzare lo spazio e portano Elma a unirsi alla Coalizione Aerospaziale Internazionale per tentare di raggiungere prima la Luna e poi Marte.

## Critica
Il romanzo è stato accolto molto positivamente dalla critica: Publishers Weekly lo ha definito "eccezionale" lodando anche il personaggio della protagonista Elma che "fornisce un accattivante centralità umana nel background apocalittico". James Nicoll e Library Journal hanno inoltre lodato l'autice per aver incluso nel romanzo rappresentazioni storicamente accurate del razzismo e del sessismo del tempo.

## Edizioni
- (EN) Mary Robinette Kowal, The Calculating Stars, Tor Books, 2018,  p. 432, ISBN 9780765378385.
- Mary Robinette Kowal, The Calculating Stars, traduzione di Stefano Giorgianni, Mondadori, 2021,  p. 504, ISBN 9788804725329.